# Wuyue
 Ovo je glavno značenje pojma Wuyue. Za druga značenja pogledajte Wuyue (razdvojba).
Kraljevstvo Wuyue (kineski: 吳越國 / 吴越国, pinyin: Wúyuè Guó) je bilo jedno od Deset kraljevstava nastalih nakon pada dinastije Tang. Trajalo je gotovo cijelo 10. stoljeće na obali današnje kineske pokrajine Zhejiang. Njen osnivač je bio Qian Liu, vojni upravitelj protektorata koji je 902. godine od dinastije Tang ishodio status princa od Yuea na području pod svojom vlašću. Kada je 907. godine svrgnut Ai, posljednji car dinastije Tang, Qian Liu je iskoristio priliku da sebe proglasi kraljem nezavisne države. Ime joj dao prema drevnim državama Wu i Yue.
Wuyue je graničila s državom Min na jugu i državom Južni Tang na sjeveru i zapadu. Iako nije vladala prostranim teritorijem, niti posebno veliki broj stanovnika, pokazala se najdugovječnijom, a prema mišljenju nekih suvremenih povjesničara i najuspješnijom od svih Deset kraljevstava. To se tradicionalno tumači povoljnim zemljopisnim položajem, kao i orijentacijom lokalnog stanovništva na pomorstvo i trgovinu, što su Qian Liua i njegove nasljednici nastojali iskoristiti da sakupe veliko materijalno bogatstvo; također je bila razvijena i intenzivna diplomatska aktivnost, kako prema nominalnim vladarima Pet dinastija na sjeveru Kine, tako i prema Japanu i Koreji. Ponekad se spominje kako se upravo pod vlašću Wuwuyea na području današnjeg Šangaja stvorila kultura koja se smatra zasebnom u odnosu na ostatak Kine.
Wuyue je prestala postojati kada je, suočen s vojnim pohodom nove carske dinastije Song, posljednji kralj Qian Chu odlučio mirno priznati njezinu vlast. Zbog toga mu je dozvoljeno da kraljevsku titulu formalno zadrži do smrti. Nakon toga su njegovi potomci zadržali istaknut položaj u ovom području.

## Vladari kraljevstva Wuyue
| Hramsko ime | Hramsko ime | Hramsko ime | Postumno ime | Postumno ime    | Postumno ime   | Prezime i osobno ime          | Prezime i osobno ime           | Prezime i osobno ime       | Godine vladavine | Prijestolno ime s godinama trajanja |
| kineski     | pinyin      | šangajski   | kineski      | pinyin          | šangajski      | kineski                       | pinyin                         | šangajski                  |                  | |
| ----------- | ----------- | ----------- | ------------ | --------------- | -------------- | ----------------------------- | ------------------------------ | -------------------------- | ---------------- | --- |
| 太祖        | Tài Zǔ      | Tha Tsu     | 武肅王       | Wǔ Sù Wáng      | Vu Soh Waon    | Qian Liu 錢鏐                 | Qián Liú                       | Zi Leu                     | 907. – 932.      | Tianyou (天祐)：907. Tianbao (天寶)：908. – 912. Fengli (鳳歷)：913. Qianhua (乾化)：913. – 915. Zhenming (貞明)：915. – 921. Longde (龍德)：921. – 923. Baoda (寶大)：924. – 925. Baozheng (寶正)：926. – 931. |
| 世宗        | Shì Zōng    | Sy Tson     | 文穆王       | Wén Mù Wáng     | Ven Moh Waon   | Qian Yuanguan 錢元瓘 (錢傳瓘) | Qián Yuánguàn (Qián Chuánguàn) | Zi Nyoe Cioe (Zi Zoe Cioe) | 932. – 941.      | Changxing (長興)：932. – 933. Yingshun (應順)：934. Qingtai (清泰)：934. – 936. Tianfu (天福)：936. – 941. |
| 成宗        | Chéng Zōng  | Zen Tson    | 忠獻王       | Zhōng Xiàn Wáng | Tson Shie Waon | Qian Zuo 錢佐 (錢弘佐)        | Qián Zuǒ (Qián Hóng Zuǒ)       | Zi Tsu (Zi Ghon Tsu)       | 941. – 947.      | Tianfu (天福)：941. – 944. Kaiyun (開運)：944. – 946. |
| nema        | ne zna se   | ne zna se   | 忠遜王       | Zhōng Xùn Wáng  | Tson Sen Waon  | Qian Zong 錢倧 (錢弘倧)       | Qián Zōng (Qián Hóng Zōng)     | Zi Tson (Zi Ghon Tson)     | 947.             | Tianfu (天福)：947. |
| nema        | ne zna se   | ne zna se   | 忠懿王       | Zhōng Yì Wáng   | Tson I Waon    | Qian Chu 錢俶 (錢弘俶)        | Qián Chù (Qián Hóng Chù)       | Zi Tsoh (Zi Ghon Tsoh)     | 947. – 978.      | Qianyou (乾祐)：948. – 950. Guangshun (廣順)：951. – 953. Xiande (顯德)：954. – 960. Jianlong (建隆)：960. – 963. Qiande (乾德)：963. – 968. Kaibao (開寶)：968. – 976. Taiping Xingguo (太平興國)：976. – 978. |